# Gerardoa
Gerardoa é um género botânico pertencente à família das orquídeas (Orchidaceae).